# Abbaye de Stoneleigh
L’abbaye de Stoneleigh est une ancienne abbaye cistercienne située dans la ville de Stoneleigh, dans le district de Warwick (Warwickshire), en Angleterre. Comme la plupart des abbayes britanniques, elle a été fermée par Henry VIII durant la campagne de dissolution des monastères. Elle est notamment connue pour être un des lieux emblématiques de l'univers de Jane Austen, servant de cadre à son roman Mansfield Park.

## Histoire

### Première fondation à Radmore
L'abbaye de Radmore (en) est fondée, selon Rodney Hilton, avant 1140 (peut-être en 1133), grâce à un don de la reine Mathilde, confirmé par Étienne d'Angleterre. Ce n'est alors qu'un ermitage, situé dans le Cannock Chase (Staffordshire), dont on ne sait s'il est rattaché à un ordre érémitique (Basiliens, ...) ou sans affiliation. Ses deux fondateurs sont connus : ils s'appellent Clement et Hervey. En tout état de cause, le site se révèle inadapté, lieu de fréquents conflits avec les forestiers ; en effet, les moines eux-mêmes défrichaient la forêt pour la mettre en valeur, et leurs droits n'étaient pas reconnus. Face à ces aléas, la reine Mathilde propose aux moines, sous réserve qu'ils acceptent l'affiliation à l'ordre cistercien, un nouveau site. Ils acceptent en 1140 et Radmore devient une abbaye cistercienne à part entière. Néanmoins, ils restent dans le site de Radmore durant environ treize années. Le prieur Guillaume en devient le premier abbé et invite deux moines de Bordesley à venir former leurs nouveaux frères moines dans la règle cistercienne.

### Le site de Stoneleigh
Le roi Henri II leur accorde alors le 19 décembre 1154 (date symbolique, celle de son couronnement) une charte qui leur garantit le site de Stoneleigh, en échange de celui de Radmore. De cet acte sont notamment témoins l'archevêque d'York, Roger de Pont L'Évêque, et l'évêque de Worcester, John de Pageham. Curieusement, alors que l'abbaye de Stoneleigh, à travers sa filiation, dépend de celle de Cîteaux, il semble que l'abbé de Pontigny, probablement Guarin de Gallardon, était présent lors de cet acte, sans doute à cause de ses liens avec Thomas Becket, rédacteur de l'acte. Les moines arrivent sur le site de Stoneleigh le 19 juin 1155 et la première pierre de l'église abbatiale est posée le 13 avril 1156 ; il semble que la construction de l'abbaye était très avancée dans les années 1170,.
En 1204, l'abbé Guillaume de Tyso achète toute la « juridiction » (soke (en)) de Stoneleigh, afin de ne relever que de la justice royale.

### Les destructions
En 1241, un incendie détruit une bonne partie de l'abbaye ; en 1288, un nouveau sinistre, cette fois d'origine criminelle (attaque d'une bande armée) réduit le monastère en ruines. En 1321, le comte de March, Roger Mortimer, pille l'abbaye. Ces malheurs de l'abbaye coïncident avec un relâchement de la règle monastique.

### Liste des abbés de Stoneleigh
- William, de 1142 à 1159
- Roger, mort en 1178
- Nicholas, mort en 1188
- Henry, mort en 1189
- William Pershore
- William de Compden, qui régit l'abbaye huit ans
- William de Tytoe, mort en 1217.
- Ralph, jusqu'en 1221
- William de Gyldeford, déposé en 1235
- Osbert de Westwelle de 1235 à 1258
- Peter Wynche, mort en 1261
- Richard de Merynton, déposé en 1272
- Thomas de Orlsecote, qui quitte sa charge en 1277
- William de Heyford jusqu'en 1293
- John de la Sale durant seize années
- Robert de Hockele de 1310 à 1349
- Robert de Atherstone, de 1349 à 1352
- Thomas de Pipe (de Weston), élu en 1352
- Robert Sutton, attesté en 1495
- Sir John Clerkenwelle, attesté en 1496
- Thomas Hodgkinson
- Thomas Tutbury, c. 1536[9]

### Dissolution du monastère
Le 4 septembre 1536, comme l'immense majorité des monastères britanniques, à la suite de la rupture entre Henry VIII et l'Église catholique, l'abbaye de Stoneleigh est fermée et détruite lors de la campagne de dissolution des monastères. L'abbaye est attribuée en 1538 à Charles Brandon, duc de Suffolk. Après diverses opérations, l'abbaye est vendue en 1561 à Thomas Leigh (en), lord-maire de Londres, dans la famille duquel elle est toujours. À cette époque, l'abbaye est décrite comme une « ruine sans toit ». De nombreux ajouts et réparations sont effectués par la famille Leigh,.

### Source d'inspiration pour Jane Austen
En 1806, l'abbaye est attribuée par héritage au cousin de la mère de Jane Austen ; cette dernière est amenée à visiter l'abbaye. Le site fait une forte impression sur la romancière, qui s'inspire de Stoneleigh pour créer Sotherton dans Mansfield Park.